# Регламент про відновлення природи
Регла́мент про відно́влення приро́ди — нормативно-правовий акт Європейського Союзу щодо захисту довкілля і відновлення природи до доброго екологічного стану шляхом ренатурації. Регламент є ключовим елементом Європейської зеленої угоди та Стратегії ЄС з біорізноманіття та робить обов’язковими цілі щодо «відновлення природи». Держави-члени ЄС повинні були розробити свої національні плани відновлення до 2026 року. Їм доведеться відновити принаймні 30% середовищ існування в поганому стані до 2030 року, 60% до 2040 року та 90% до 2050 року.
Цей регламент є відповіддю на занепад довкілля в Європі, коли понад 80% середовищ існування перебувають у поганому стані. Його цілі включають захист функціонування екосистемних послуг, пом'якшення наслідків зміни клімату, стійкість і автономію шляхом запобігання стихійним лихам і зниження ризиків для продовольчої безпеки і відновлення пошкоджених екосистем.
Регламент був запропонований Європейською комісією 22 червня 2022 року. Регламент був ухвалений Радою Європейського Союзу 17 червня 2024 року та опублікований в Офіційному віснику Європейського Союзу 29 липня 2024 року, таким чином набрав чинности 18 серпня 2024 року (20-й день після публікації).

## Історія
Після того як Рада Європейського Союзу погодила переглянуту пропозицію в червні 2023 року, розпочалися триалогічні переговори між Комісією, Радою та Парламентом. 12 липня після численних дебатів парламент проголосував за. Угода про компроміс була досягнута Європейським Парламентом і Радою 9 листопада 2023 року. Парламент ЄС проголосував за остаточний проект закону 27 лютого 2024 року.
Перед голосуванням в Раді ЄС за участю міністрів довкілля, яке спочатку було заплановане на 25 березня 2024 року, представники восьми країн ЄС відкликали свою згоду: Швеція, Італія, Нідерланди та Угорщина тепер виступили проти, а Австрія, Утрималися від голосування Бельгія, Фінляндія та Польща. Тоді голосування було знято з порядку денного. Після суперечливого оголошення Австрією свого схвалення 17 червня 2024 року в Раді відбулося голосування, і регламент було прийнято.
Міністерка довкілля Австрії Леонора Ґевеслер зіграла вирішальну роль у його остаточному ухваленні в Раді ЄС. Незважаючи на значну опозицію та політичні суперечки, вона оголосила про свою підтримку регламенту в червні, посилаючись на свою неспроможність примиритися з тим, що пропустила можливість, не спробувавши все. Однак це рішення поставило її в спірну юридичну сіру зону через спротив федеральних земель Австрії та її партнерів по коаліції, правоцентристської Австрійської народної партії (ÖVP). Ґевеслер раніше не могла підтримати регламент через одностайну опозицію з боку дев’яти земель Австрії, але Відень і Каринтія відкликали опозицію після внесення змін до запропонованого регламенту. Після ухвалення регламенту в Раді він набув чинности через 20 днів після публікації в Офіційному віснику Європейського Союзу.

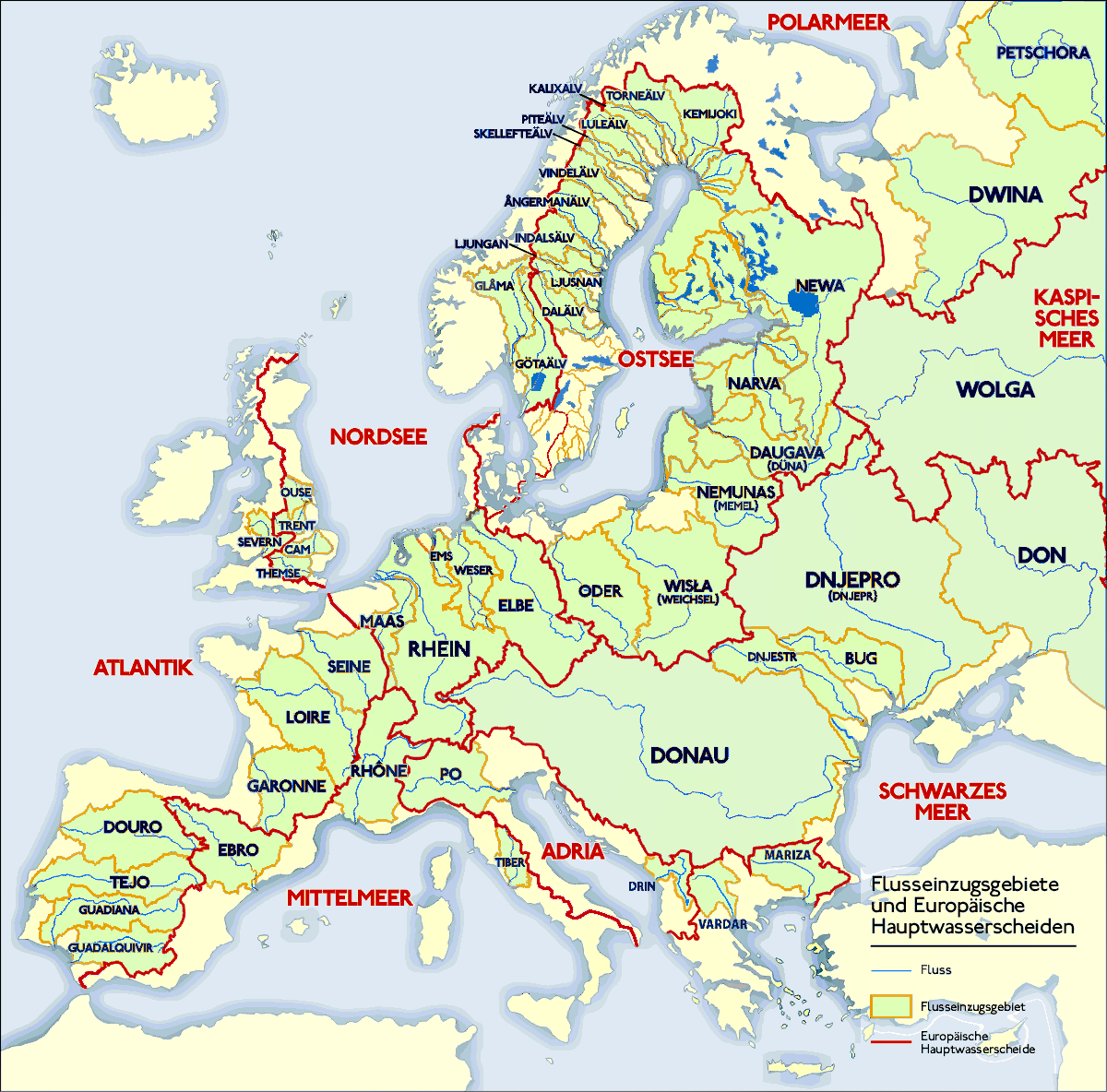
Карта головних річок Європи.

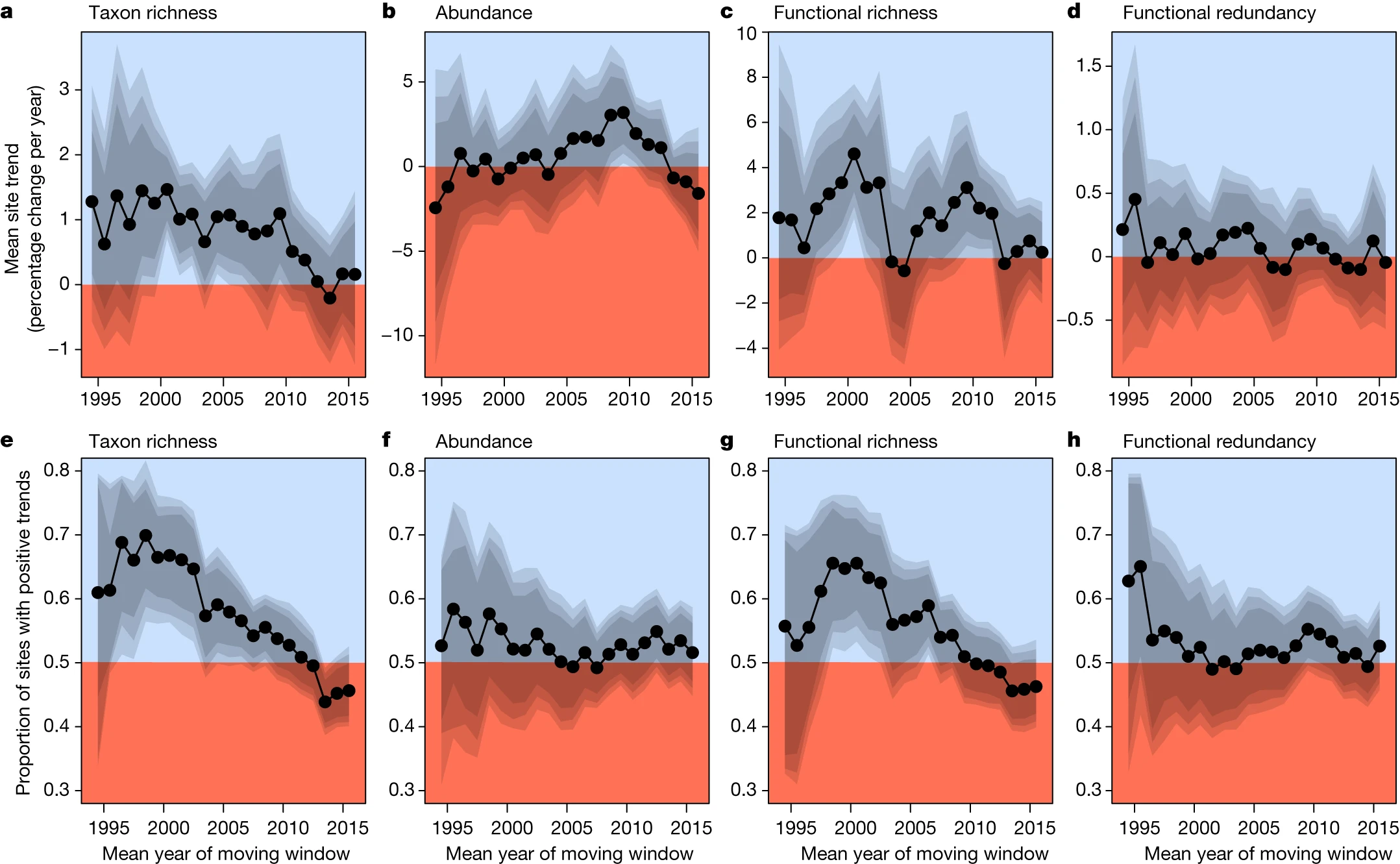
Оцінка відновлення та скорочення в Європі.

Остаточний текст зменшив вимоги до сільськогосподарського сектору.

### Результати голосування в Європарламенті 27 лютого 2024 року
Європейський парламент ухвалив угоду, досягнуту з державами-членами, 329 голосами проти 275 при 24 утрималися. Окремі політичні групи в Європарламенті проголосували так:
| Фракції        | За (голоси) | Проти (голоси) | Утрималися |
| -------------- | ----------- | -------------- | ---------- |
| ECR            | 3           | 60             | 1          |
| EPP            | 25          | 115            | 10         |
| Greens/EFA     | 69          | —              | 2          |
| ID             | —           | 50             | —          |
| Ліві           | 28          | 3              | —          |
| Оновити Європу | 60          | 30             | 6          |
| S&D            | 117         | 4              | 3          |
| Позафракційні  | 27          | 13             | 2          |

## Рецепція
Регламент було схвалено Міжнародним союзом охорони природи науковцями, які написали відкритого листа на підтримку, у якому розглянули аргументи критиків, та Консультативною радою з питань науки Європейських академій наук серед ін.
Дві організації, які представляють сектори сільського господарства та рибальства, у 2023 році розкритикували цю політику як невиконуваний закон, який ставить під загрозу засоби до існування фермерів і рибалок. В іншому відкритому листі науковців дослідники біорізноманіття вимагали, щоб разом із фермерами були розроблені такі політики, як Закон про відновлення природи, щоб надати їм можливість зробити сільське господарство більш екологічним.
У липні 2023 року лідер Європейської народної партії (ЄНП) Манфред Вебер спробував заблокувати Регламент про відновлення природи, заявивши, що він знищить засоби до існування фермерів і загрожуватиме продовольчій безпеці.